# Vayots Dzor (tỉnh)
Tỉnh Vayots Dzor (tiếng Armenia: Վայոց Ձոր) là một tỉnh (Marz) ở đông nam của Armenia, giáp vùng đất lọt Nakhichevan của Azerbaijan. Tỉnh lỵ đóng ở Yeghegnadzor. Tỉnh có diện tích 2308 km², dân số năm 2002 là 53.230 người, là tỉnh thưa dân nhất quốc gia này.
Các tỉnh giáp ranh:

## Các cộng đồng
Tỉnh có 44 cộng đồng, trong đó 3 là đô thị (in đậm trong bảng) và  41 là khu vực nông thôn.
| Vayk | Jermuk               | Yeghegnadzor |
| --- | -------------------- | --- |
| 1. Arin 2. Artavan 3. Azatek 4. Bardzruni 5. Getikvank 6. Gomk 7. Herher 8. Karmrashen 9. Khndzorut 10. Martiros 11. Nor Aznaberd 12. Por 13. Saravan 14. Sers 15. Vayk 16. Zaritap 17. Zedea | 1. Gndevaz 2. Jermuk | 1. Agarakadzor 2. Aghavnadzor 3. Aghnjadzor 4. Areni 5. Arpi 6. Artabuynk 7. Chiva 8. Getap 9. Gladzor 10. Gnishik 11. Goghtanik 12. Hermon 13. Horbategh 14. Hors 15. Karaglukh 16. Khachik 17. Malishka 18. Rind 19. Salli 20. Shatin 21. Taratumb 22. Vardahovit 23. Vernashen 24. Yeghegis 25. Yeghegnadzor 26. Yelpin |

## Hình ảnh

Vayots Dzor
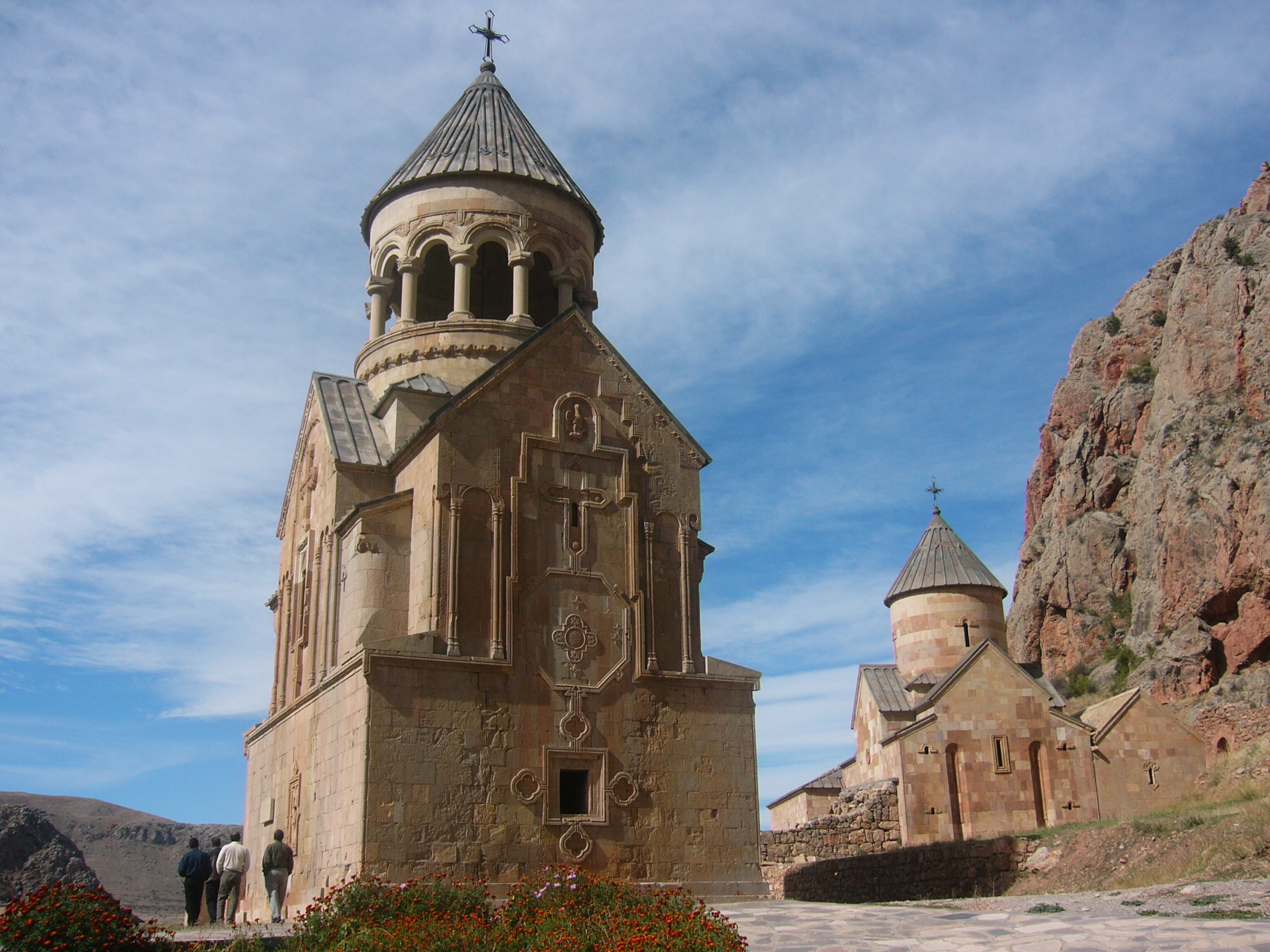
Noravank, năm 1205
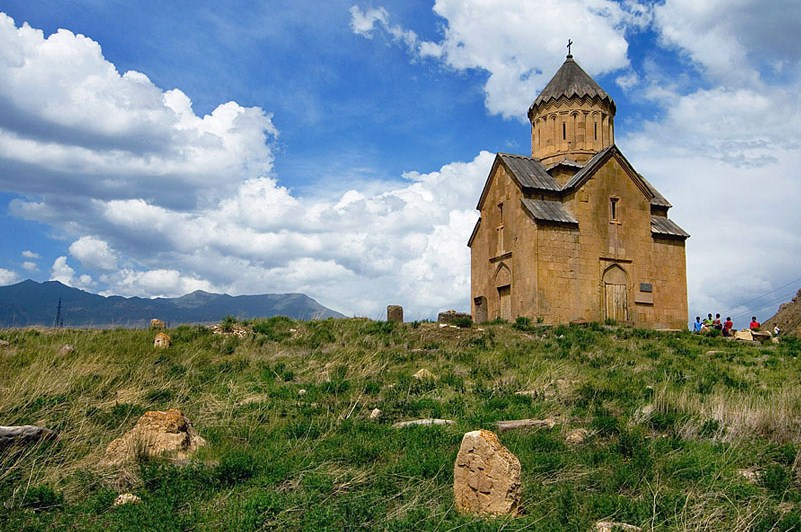
Nhà thờ Areni, năm 1321 AD
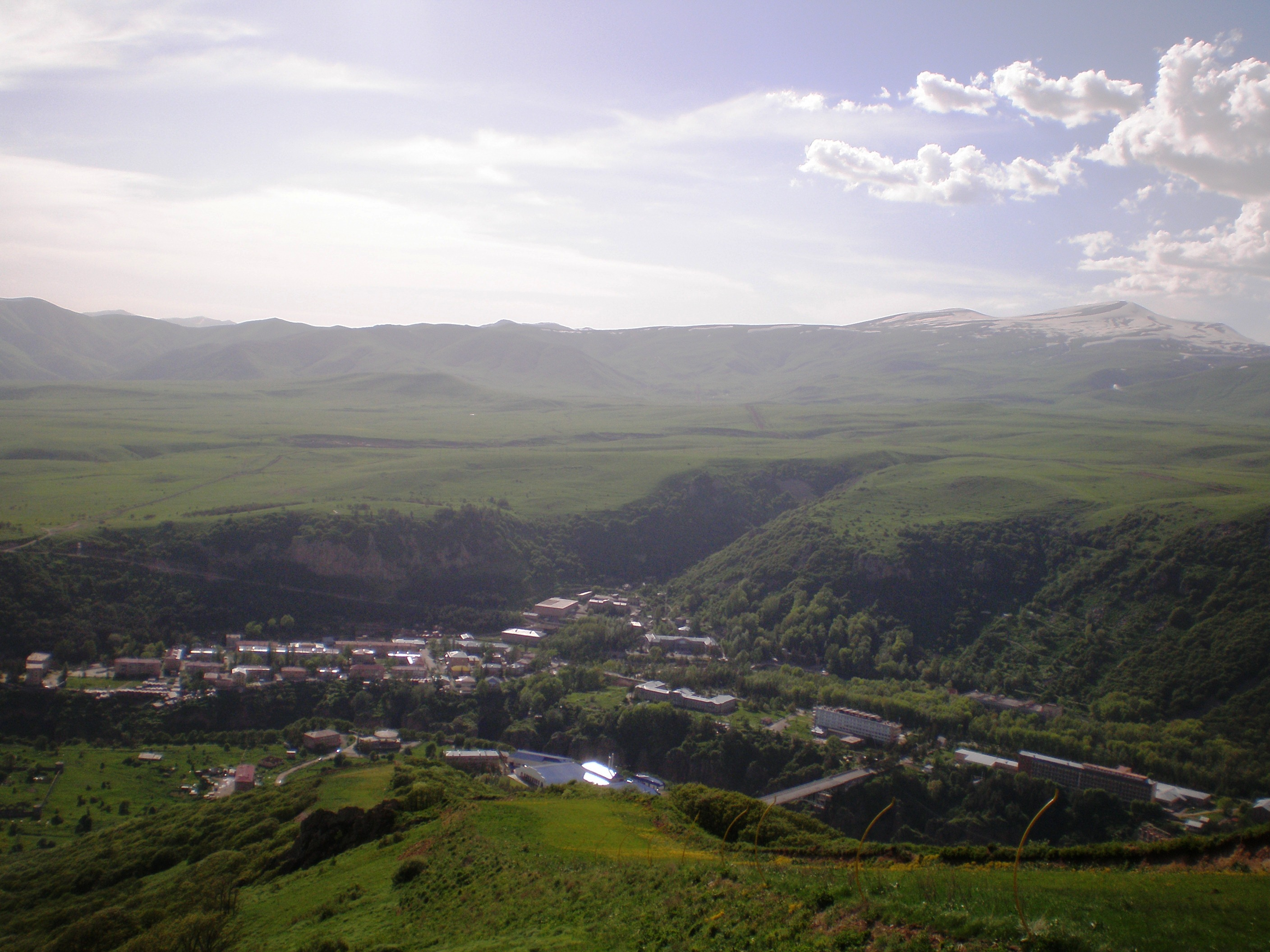
Jermuk
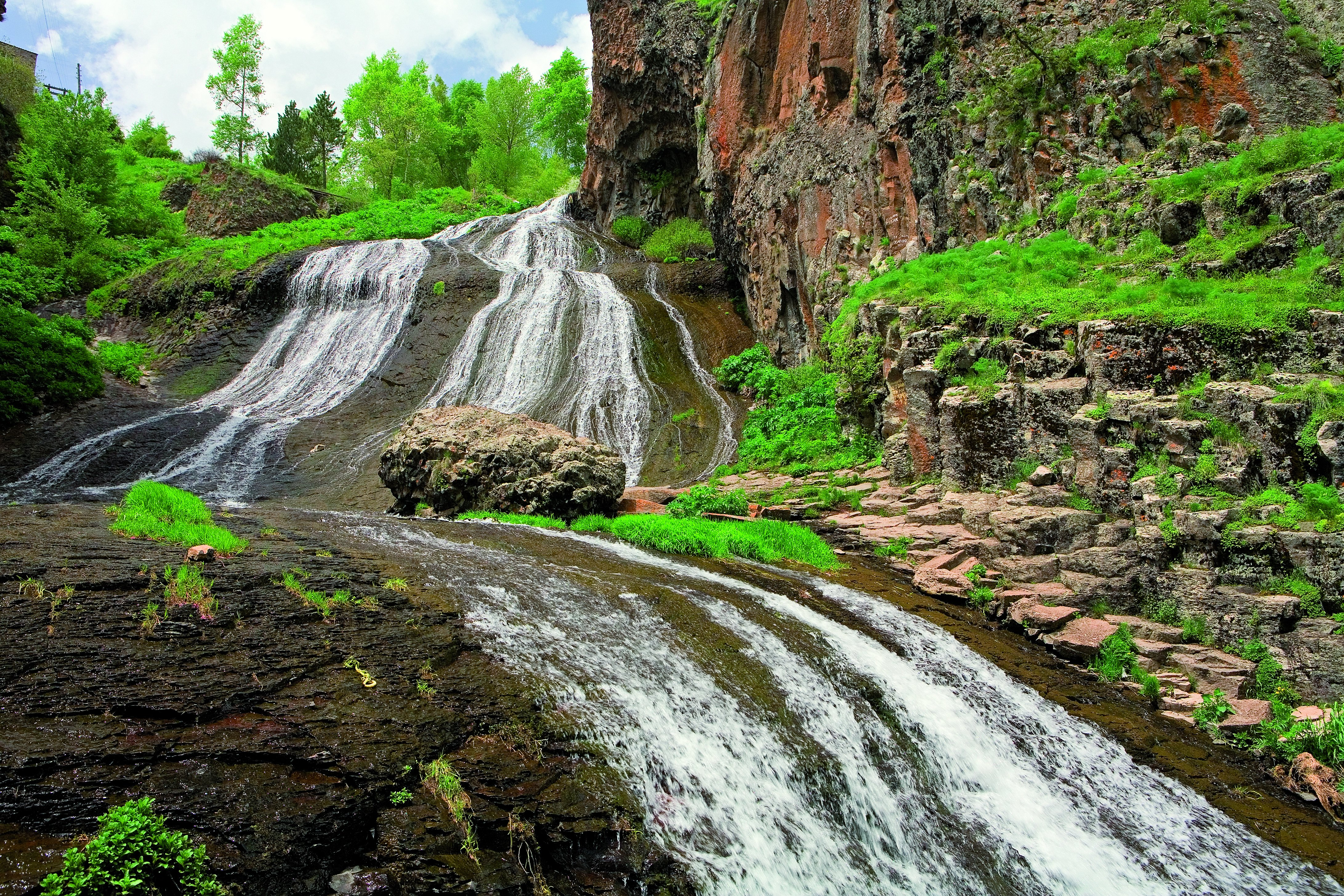
Sparkling water of Jermuk
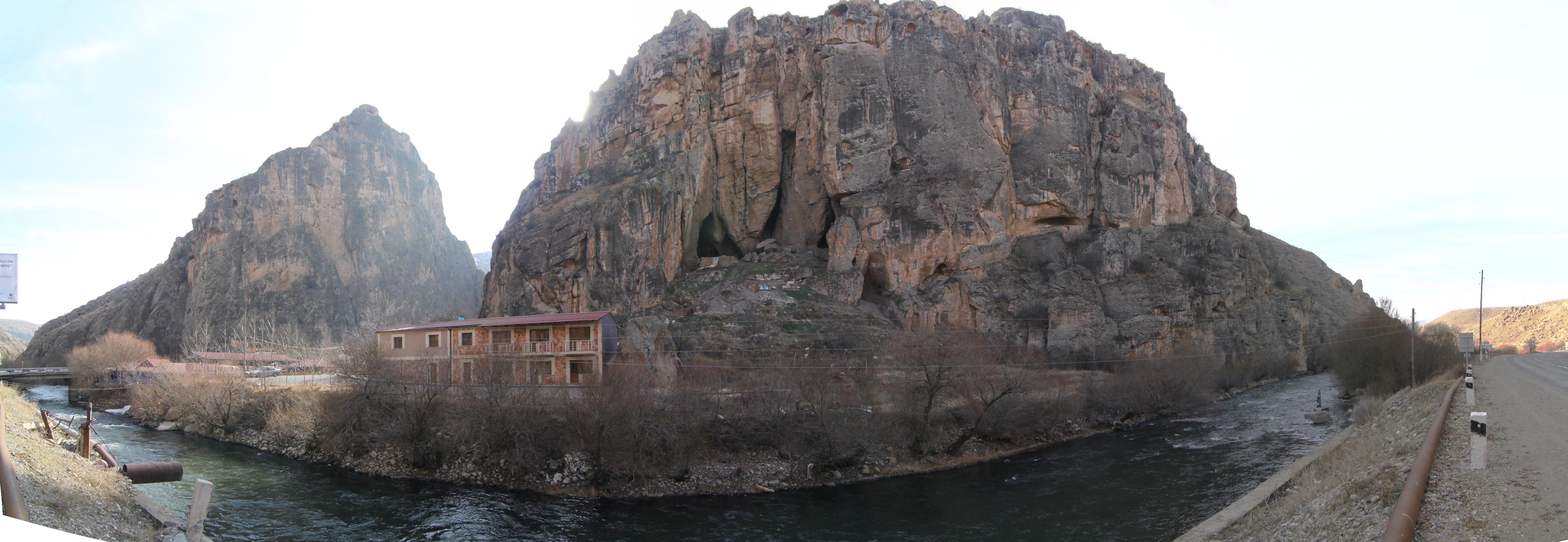
Areni-1 cave complex